# 奧蘭丘陵 (伊利諾伊州)
奧蘭丘陵（英語：Orland Hills）是位於美國伊利諾伊州庫克縣的一個村落。

## 地理
奧蘭丘陵的座標為41°35′19″N 87°50′27″W / 41.58861°N 87.84083°W，而該地最高點為海拔高度214米（即702英尺）。

## 人口
根據2010年美國人口普查的數據，奧蘭丘陵的面積為2.99平方千米，當中陸地面積為2.97平方千米，而水域面積為0.02平方千米。當地共有人口7149人，而人口密度為每平方千米2,390人。